# برابرساز تطبیقی
برابرساز تطبیقی (به انگلیسی: adaptive equalizer)، یک برابرساز است که به‌طور خودکار با ویژگی‌های متغیر زمانی کانال مخابراتی سازگار می‌شود. اغلب با مدولاسیون‌های همدوس مانند کلیدزنی جابجایی فاز، کاهش اثرات انتشار چندمسیره و گسترش داپلر استفاده می‌شود.
برابرسازهای تطبیقی زیرمجموعه ای از فیلترهای تطبیقی هستند. ایده اصلی تغییر ضرایب فیلتر برای بهینه‌سازی یک مشخصه فیلتر است. به عنوان مثال، در مورد فیلترهای زمان گسسته خطی، می‌توان از معادله زیر استفاده کرد:
{\displaystyle \mathbf {w} _{opt}=\mathbf {R} ^{-1}\mathbf {p} }
که در آن {\displaystyle \mathbf {w} _{opt}} بردار ضرایب فیلتر است، {\displaystyle \mathbf {R} } ماتریس کوواریانس سیگنال دریافتی است و {\displaystyle \mathbf {p} } بردار میان‌همبستگی بردار انشعاب ورودی و پاسخ مورد نظر است. در عمل، آخرین مقادیر مشخص نیست و در صورت لزوم، باید در طول فرایند برابرسازی به‌طور صریح یا ضمنی تخمین‌زده شود.
بسیاری از شگردهای تطبیق‌سازی وجود دارد. آنها شامل، به عنوان مثال:
- فیلتر کمترین میانگین مربعات (LMS) توجه داشته باشید که گیرنده به سیگنال ارسالی  {\displaystyle x} زمانی که در حالت یادگیری نیست، دسترسی ندارد. اگر احتمال خطای برابرساز به اندازه کافی کم باشد، نماد تصمیم می‌گیرد {\displaystyle d(n)} ساخته شده توسط برابرساز ممکن است جایگزین {\displaystyle x} شود.[۳]
- نزول گرادیان تصادفی (SG)
- فیلتر کمترین مربعات بازگشتی (RLS)

| {\displaystyle \mu } · {\displaystyle \lambda } |

یک مثال معروف، برابرساز بازخورد تصمیم است، فیلتری که از بازخورد نمادهای شناسایی شده علاوه بر برابرسازی متعارف نمادهای آینده استفاده می‌کند. برخی از سامانه‌ها از توالی‌های یادگیری از پیش تعریف شده برای ارائه نقاط مرجع برای فرایند انطباق استفاده می‌کنند.